# Nguyễn Phúc Đoan Thận
Nguyễn Phúc Đoan Thận (chữ Hán: 阮福端慎; 2 tháng 1 năm 1822 – 23 tháng 5 năm 1866), phong hiệu Tân Hòa Công chúa (新和公主), là một công chúa con vua Minh Mạng nhà Nguyễn trong lịch sử Việt Nam.

## Tiểu sử
Hoàng nữ Đoan Thận sinh ngày 10 tháng 12 (âm lịch) năm Tân Tỵ (năm dương lịch là 1822), là con gái thứ 13 của vua Minh Mạng, mẹ là Thất giai Quý nhân Lương Thị Nguyện. Công chúa là người con thứ hai của bà Quý nhân, là chị em cùng mẹ với Hương La Công chúa Quang Tĩnh và Lạc Biên Quận công Miên Khoan.
Năm Thiệu Trị thứ 5 (1845), công chúa Đoan Thận lấy chồng là Phò mã Đô úy Trịnh Hoài Cẩn, người Gia Định, con trai của Thiếu bảo Cần chánh Đại học sĩ Trịnh Hoài Đức. Cả hai có với nhau hai con trai và hai con gái.
Năm Tự Đức thứ 19 (1866), Bính Dần, ngày 10 tháng 4 (âm lịch), công chúa Đoan Thận mất, thọ 46 tuổi (tuổi mụ), được truy tặng làm Tân Hòa Công chúa (新和公主), thụy là Phương Tĩnh (芳靜). Phò mã Cẩn cũng mất vào năm đó.
Mộ của công chúa được táng tại Dương Xuân (thuộc Hương Thủy, Thừa Thiên - Huế). Bà được thờ tại phủ của Quận công Miên Khoan (phường Gia Hội, Huế), em cùng mẹ với bà.